# سينرونغ (تيبت)
سينرونغ (بالإنجليزية: Xinrong, Tibet)‏ هي منطقة سكنية تقع في الصين في أزمة التبت والصين. يقدر عدد سكانها بـ
- نسمة .